# Жан-Луї Петі
Жан-Луї Петі (фр. Jean-Louis Petit; 13 березня 1674 — 20 квітня 1750) — французький хірург і анатом. 

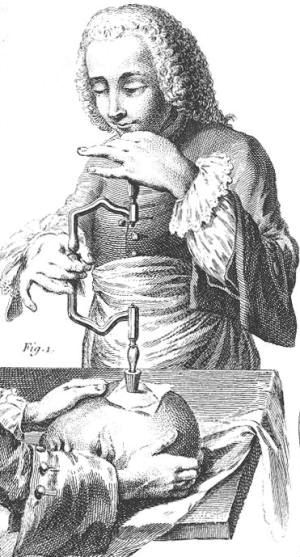
Французька ілюстрація XVIII ст., Яка зображує операцію по трепанації черепа

Був військовим хірургом, запропонував восьмиподібну ватно-марлеву пов'язку, яку накладають на надпліччя з перехрещенням на спині при переломах ключиці. З 1700 року читав лекції з анатомії та хірургії у Парижі. З 1715 року — член Французької академії наук, 1731 року — директор Королівської хірургічної академії. Його ім'ям назвали поперековий трикутник, обмежений клубовим гребенем, найширшим м'язом спини і зовнішнім косим м'язом живота (трикутник Пті).
Одним з перших в Європі в 1736 р провів операцію по трепанації черепа. Йому ж приписують винахід медичного джгута.